# Colégio Certus
O Colégio Certus é uma instituição privada de ensino básico e regular fundada em 1986. Localiza-se no bairro Jardim Colonial, na região de Interlagos, Zona Sul da cidade de São Paulo. Desde 2013, é associada ao Programa Internacional de Escolas Associadas UNESCO, sendo a primeira escola da região a integrar o grupo.
O lema da escola, "Nós somos asas", é inspirado na reflexão do educador Rubem Alves em "Gaiolas ou Asas", texto no qual critica o "desaprender da arte do voo" em função da metodologia tradicional de ensino.

## História
O Colégio Certus foi fundado em 1986 por um trio de mulheres educadoras em um imóvel relativamente pequeno, próximo ao Autódromo de Interlagos. Até então, sob o nome "Pôr do Sol", a futura instituição de ensino iniciava suas atividades como uma escolinha de ensino básico, com apenas sete alunos. No ano seguinte, com 35 alunos e em um imóvel maior, "Pôr do Sol" virou "Meu Sol", ao mesmo tempo que era aberta uma segunda unidade especializada no atendimento de bebês e crianças de até 3 anos.
Em 1990, a escolinha consolidou-se instituição de ensino junto à Secretaria Estadual de Educação, passando a se chamar COLÉGIO CERTUS.
Certus, do latim, quer dizer seguro, correto, certeiro, que não oferece dúvidas.
Durante a década de 90, investimentos voltados à estrutura do colégio vingaram em laboratórios de química e informática, na cobertura da quadra poliesportiva e novos andares. Com a chegada do novo milênio, em 2001, a expansão do terreno em mais de 3.000 m² deu lugar ao Ensino Médio.
Em 2010, através do Governo do Estado de São Paulo, a escola passou a disponibilizar cursos técnicos na área da saúde, investindo na formação de enfermeiros. O projeto foi encerrado anos depois.
Em comemoração aos 25 anos de atividade, em 2011, o colégio publicou o livro "Construtores de Asas - Fragmentos de uma trajetória educacional". A obra narra, em meio ao depoimento da equipe docente, a trajetória da instituição e sua contribuição social para o bairro, contextualizando cada momento da narrativa aos principais acontecimentos registrados no Brasil e no mundo.

## Reconhecimento
2012 - Prêmio GEduc de “Gestão Acadêmica” (Declaração à Terra)
2013 - Prêmio GEduc de “Gestão Acadêmica” (Projeto Eu Vejo a Vida Melhor no Futuro)
2016 - Prêmio GEduc de “Gestão Administrativa e de Comunicação” (Projeto Oficina)
2016 - Prêmio Espantaxim - IV Concurso Nacional Literário Infantil